# Poecilipta
Poecilipta es un género de arañas araneomorfas de la familia Corinnidae. Se encuentra en Australia.

## Lista de especies
Según The World Spider Catalog 12.0:
- Poecilipta janthina Simon, 1896
- Poecilipta venusta Rainbow, 1904